# Gabriel Chevallier
Gabriel Chevallier, född den 3 maj 1895 i Lyon, Frankrike, död den 6 april 1969 i Cannes, var en fransk romanförfattare, känd som författare till satiren Clochemerle.

## Biografi
Gabriel Chevallier utbildades i olika skolor innan han kom till École des Beaux-Arts i Lyon 1911. Han kallades in till militärtjänstgöring i början av första världskriget och sårades ett år senare, men återvände till fronten där han tjänstgjorde som infanterist tills kriget var slut. Han tilldelades Croix de Guerre och Chevalier de la Légion d'honneur. Efter kriget arbetade han inom flera områden, bland annat som bildlärare, journalist och handelsresande innan han började skriva 1925.
Hans roman La peur, som gavs ut 1930 byggde på hans egna erfarenheter och utgjorde en fördömande anklagelse mot kriget. Han var gift och hade en son, och han dog i Cannes 1969.

### Författarskap
Chevallier driver i sina romaner respektlöst med bönder och småborgare och opponerar sig mot trångsynt konvenans.
Clochemerle skrevs 1934 (svensk översättning: Förargelsen hus, 1945) och har översatts till 26 språk och sålts i flera miljoner exemplar. Den dramatiserades först i en film av Pierre Chenal 1947, och sedan 1972 av BBC.
Han skrev också två uppföljare: Clochemerle Babylon (1951) (svensk översättning: Den babyloniska skökan, 1955) och Clochemerle-les-Bains (1963). 
Andra av hans böcker översatta till engelska är: Sainte Colline (svensk översättning: Pojkar och patrar, 1950), Cherry,  Les Héritiers Euffe (1945) (svensk översättning: Förtjusningens hus, 1951), och Mascarade (1948).
Andra böcker på franska är: Clarisse Vernon, Propre en Rien, Chemins de Solitude,och Le Guerres General.